# Liste des maires de Perpignan
Ce tableau reprend l'ensemble des maires de Perpignan depuis février 1790
Plusieurs de ces maires sont actuellement honorés par des boulevards, rues, places et ponts à leur nom dans la ville. La plupart des grands noms de maires de Perpignan se trouvent sur les grands axes et principalement sur les boulevards de ceinture de Perpignan.

## Liste des maires

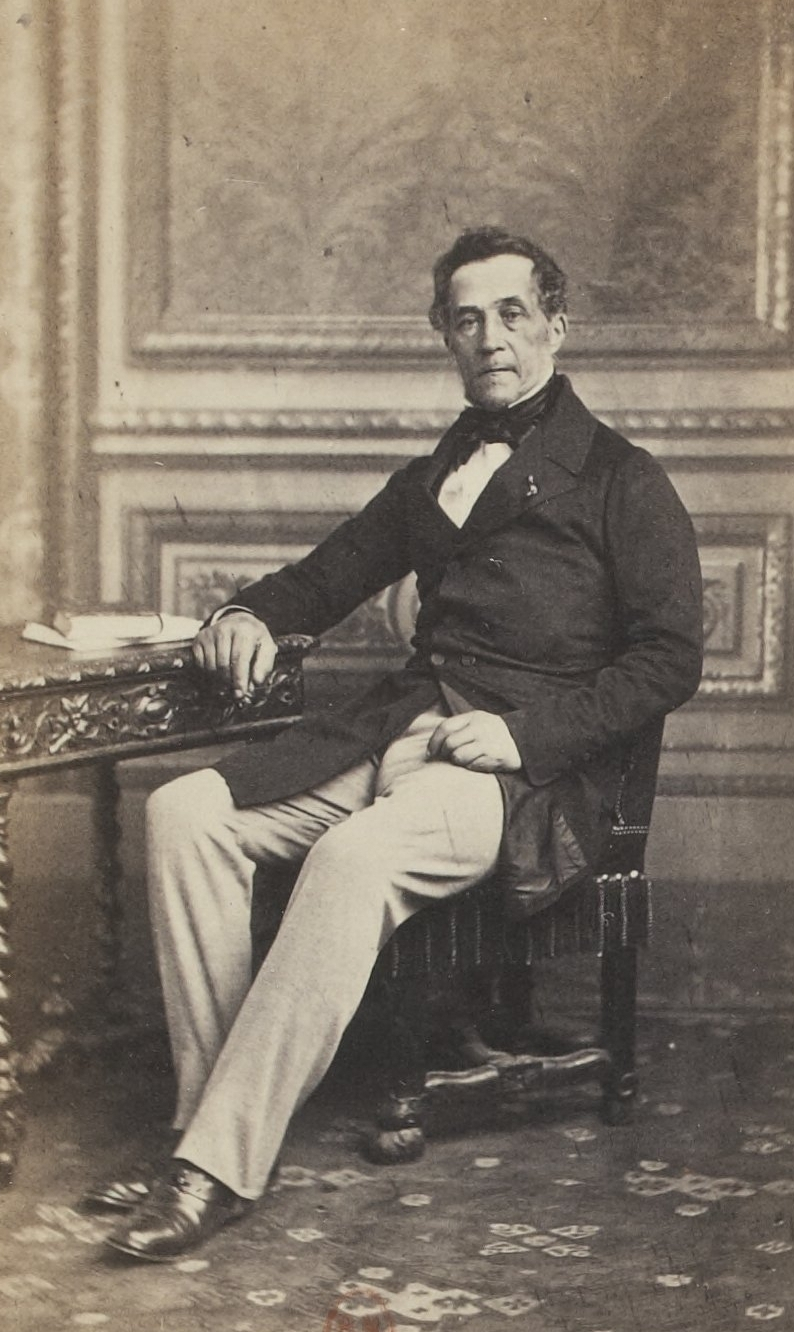
Justin Durand vers 1852.

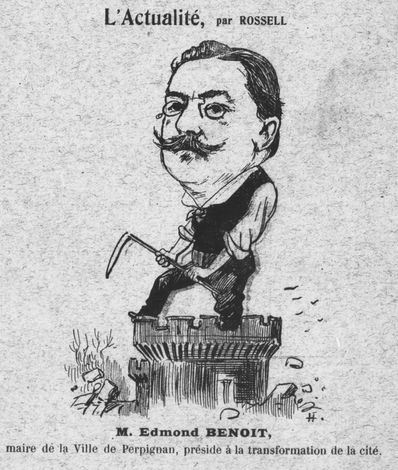
Caricature d'Edmond Benoit en 1910

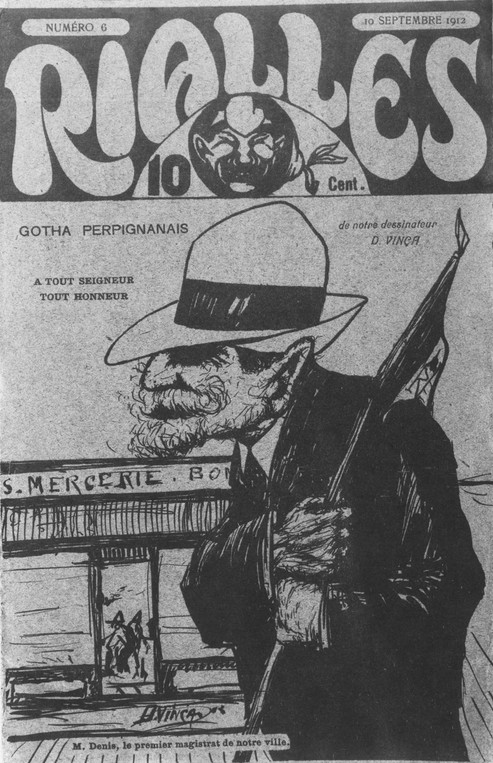
Caricature de Joseph Denis en 1912

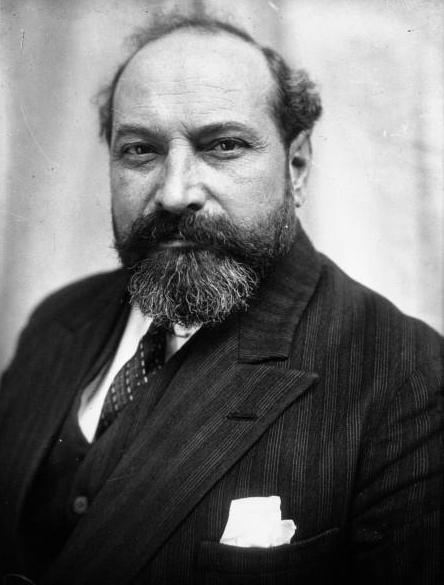
Jean Payra en 1932.

| Maire                                                                | Début du mandat   | Qualité                                                                           | Parti             | Précisions |
| -------------------------------------------------------------------- | ----------------- | --------------------------------------------------------------------------------- | ----------------- | --- |
| Pierre d'Aguilar                                                     | 3 janvier 1790    | Militaire                                                                         |                   | |
| Joseph Guiter                                                        | 2 janvier 1791    |                                                                                   |                   | |
| François-Xavier de Llucia                                            | 16 septembre 1792 | Magistrat                                                                         |                   | |
| Bonaventure Vaquer                                                   | 3 décembre 1792   |                                                                                   |                   | |
| Valérius Parizot                                                     | 27 octobre 1793   |                                                                                   |                   | |
| Pons – Cantagrill                                                    | 25 janvier 1794   |                                                                                   |                   | |
| François Roger                                                       | 7 juillet 1795    |                                                                                   |                   | |
| Jean-Baptiste Duchalmeau                                             | 21 octobre 1795   |                                                                                   |                   | Mort en fonction |
| François-Joseph Bertrand                                             | 10 décembre 1804  | Militaire                                                                         |                   | |
| Jean Amanrich                                                        | 29 septembre 1806 |                                                                                   |                   | |
| François-Joseph Bertrand                                             | 4 mai 1807        | Militaire                                                                         |                   | |
| Jean Amanrich                                                        | 8 mai 1809        |                                                                                   |                   | |
| Bernard Arnaud                                                       | 6 septembre 1809  |                                                                                   |                   | |
| Jean Delhom-Ripoll                                                   | 27 mai 1813       |                                                                                   |                   | |
| Jean Méric                                                           | 4 août 1815       |                                                                                   |                   | |
| Joseph Desprès                                                       | 8 décembre 1819   | Magistrat                                                                         | Royaliste modéré  | Démissionne le 21 mars 1827 |
| André Grosset                                                        | 28 août 1827      |                                                                                   |                   | |
| Eugène Boudon Lacombe Saint-Michel                                   | 31 août 1830      |                                                                                   |                   | |
| Joseph Pancou-Lavigne, Justin Durand, Théodore Guiter, Henri Delcros | 8 mars 1831       | maires concurremment                                                              |                   | |
| Alexis Sèbe                                                          | 16 novembre 1831  | Colonel                                                                           |                   | |
| Laurent Astruc                                                       | 3 juillet 1835    | Négociant                                                                         |                   | Décède le 2 septembre 1835 |
| Augustin Pons                                                        | 25 août 1837      | Colonel                                                                           |                   | |
| Raymond Guiraud de Saint-Marsal                                      | 20 février 1841   | Colonel                                                                           |                   | |
| André Ribeill                                                        | 4 septembre 1846  |                                                                                   |                   | |
| Théodore Guiter                                                      | 25 février 1848   |                                                                                   |                   | |
| Hippolyte Picas                                                      | 6 mars 1848       |                                                                                   |                   | |
| Auguste Lloubes                                                      | 22 août 1848      |                                                                                   |                   | |
| Joseph Aragon                                                        | 4 août 1852       |                                                                                   |                   | |
| Eugène Jouy d'Arnaud                                                 | 26 juin 1855      |                                                                                   |                   | Maire de Carcassonne (1848-1849), député de l'Aude (1849-1851) |
| Justin Durand                                                        | 26 février 1862   |                                                                                   |                   | |
| François Passama                                                     | 6 août 1863       |                                                                                   |                   | |
| Joseph Tournal                                                       | 7 novembre 1868   |                                                                                   |                   | Faisant fonction de maire |
| Lazare Escarguel                                                     | 11 septembre 1870 |                                                                                   |                   | |
| Joseph Tournal                                                       | 30 janvier 1874   |                                                                                   |                   | |
| Paulin Testory                                                       | 7 juillet 1876    |                                                                                   |                   | |
| Jean Mercadier                                                       | 16 janvier 1881   |                                                                                   |                   | |
| Alphonse Simon                                                       | 29 décembre 1882  |                                                                                   |                   | |
| César Drogart                                                        | 20 mai 1888       |                                                                                   |                   | |
| Thomas Amadis                                                        | 19 août 1888      |                                                                                   |                   | |
| Élie Delcros                                                         | 16 février 1890   |                                                                                   |                   | |
| Joseph Galté                                                         | 15 mai 1892       |                                                                                   |                   | |
| Eugène Bardou                                                        | 28 avril 1894     |                                                                                   |                   | |
| Louis Caulas                                                         | 17 mai 1896       |                                                                                   | Radical           | |
| Eugène Sauvy                                                         | 1er mai 1904      |                                                                                   |                   | |
| Édouard Tarrène                                                      | 25 octobre 1907   |                                                                                   |                   | Démission le 22 mars 1910 |
| Edmond Benoit                                                        | 25 juillet 1910   |                                                                                   |                   | |
| Léon Nérel                                                           | 17 mai 1911       |                                                                                   |                   | |
| Joseph Denis                                                         | 19 mai 1912       |                                                                                   | Radical           | |
| Victor Dalbiez                                                       | 19 mai 1929       |                                                                                   | Radical           | |
| Jean Payra                                                           | 19 mai 1935       |                                                                                   | SFIO              | |
| Laurent Baudru                                                       | 30 juin 1937      | Médecin                                                                           | SFIO              | Révoqué par le Régime de Vichy |
| Antoine Castillon                                                    | 1er décembre 1940 |                                                                                   |                   | Dissolution du conseil municipal de Perpignan par les autorités de Vichy le 1er décembre 1940. Une délégation spéciale est nommée le 7 décembre pour remplacer le conseil municipal. |
| Ferdinand Coudray                                                    | 4 mars 1941       |                                                                                   |                   | Régime de Vichy |
| Félix Mercader                                                       | 19 août 1944      | Architecte                                                                        | SFIO              | Résistant, il est désigné par le Comité français de la Libération nationale comme maire en août 1944, il est réélu aux élections suivantes                                           |
| Félix Depardon                                                       | 15 avril 1949     |                                                                                   | SFIO              | né le 19 mai 1899 à Belvianes et décède 16 avril 1968 à Perpignan. |
| Paul Alduy                                                           | 20 mars 1959      | Haut-fonctionnaire                                                                | SFIO, PS, UDF-PSD | |
| Jean-Paul Alduy                                                      | 16 juin 1993      | ingénieur ponts et chaussées                                                      | UDF-PSD, UMP      | Recours devant le tribunal |
| Bernard Bacou                                                        | 27 avril 2009     | Magistrat retraité, Président de la Délégation spéciale de la mairie de Perpignan |                   | intérim |
| Jean-Marc Pujol                                                      | 22 octobre 2009   |                                                                                   | UMP, LR           | |
| Louis Aliot                                                          | 3 juillet 2020    |                                                                                   | RN                | |